# Eurytoma abdita
Eurytoma abdita är en stekelart som beskrevs av Zerova 1995. Eurytoma abdita ingår i släktet Eurytoma och familjen kragglanssteklar.
Artens utbredningsområde är:
- Kazakstan.
- Ukraina.

Inga underarter finns listade i Catalogue of Life.